# Státní znak Panamy
Státní znak Panamy je tvořen dvakrát děleným štítem, v hlavě a patě polceným. Ve středu štítu je v přirozených barvách zobrazeno panamské území rozdělené průplavem, v pozadí vychází slunce a měsíc. V (heraldicky) pravém horním stříbrném poli jsou zkříženy šavle s puškou, v levém červeném motyka s rýčem. V pravém dolním modrém poli je zlatý roh hojnosti, z něhož se sypou zlaté mince, v levém stříbrném zlaté okřídlené kolo. Nad štítem je stříbrný orel, držící stříbrnou stuhu s černým latinským mottem PRO MUNDI BENEFICIO (česky Pro blaho světa). Nad orlem je deset zlatých pěticípých hvězd a po stranách štítu je vždy po dvou vlajkách na zlatých žerdích.
Symbolika znaku souvisí s Panamským průplavem a s bojem za nezávislost. Šavle s puškou symbolizují protišpanělský a protikolumbijský odboj, motyka s rýčem nástroje při stavbě průplavu, roh je symbolem bohatství země a okřídlené kolo symbolem dopravy (a pokroku). Orel připomíná Spojené státy americké, které průplav vybudovaly a heslo na stuze jeho význam nejen pro Panamu. Deset hvězd představuje deset současných panamských provincií.

## Historie
Roku 1501 objevil panamské pobřeží pro Evropu španělský mořeplavec Rodrigo Galván de Bastidas. Roku 1508 se stalo území Panamy španělskou kolonií. V letech 1524–1565 byla součástí Generálního kapitanátu Guatemala, poté součástí Místokrálovství Peru. V roce 1718 byla připojena k Místokrálovství Nová Granada. 28. listopadu 1821 vyhlásila Panama nezávislost, o několik dnů později však byla jako Provincie Istmo začleněna do konfederace Velká Kolumbie. Ta užívala znak, tvořený liktorským svazkem prutů se sekerou, lukem a šípy mezi dvěma zlatými rohy hojnosti, které byly v dolní části svázány červenou stuhou.
Po odtržení Venezuely a Ekvádoru z federace v roce 1830 se zbylý státní útvar (Panama zůstala součástí) přejmenoval na Republiku Nová Granada. Znak nové republiky (zákon z 8. května 1834) byl tvořen (dvakrát vodorovně děleným) štítem, v jehož modré hlavě bylo mezi zlatými rohy hojnosti zlaté granátové jablko s červeným semeníkem. Ve stříbrném břevnu byla tyč s červenou frygickou čapkou. V patě štítu byla zobrazena krajina s panamskou šíjí a se dvěma loďmi (pevnina modrá, moře stříbrné, lodě hnědé). Nad štítem byl hnědý kondor, vavřínový věnec a stříbrná stuha s nápisem LIBERTAD Y ORDEN (česky Svoboda a pořádek). Po stranách štítu byly novogranadské vlajky: heraldicky vpravo obchodní (s bílou osmicípou hvězdou) a vlevo národní (ve zdroji, na rozdíl od obrázku bez znaku).
V roce 1842 vyhlásila Panama znovu nezávislost (trvala 13 měsíců) a v letech 1849–1855 ještě čtyřikrát. Vždy neúspěšně. V roce 1856 vznikla nově Granadská konfederace sdružující 8 států (včetně Panamy). Státní znak konfederace vycházel ze znaku předchozí republiky, pouze pevnina šíje byla nově zelená a vlajky po stranách štítu byly tvořeny pouze pruhy
(není obrázek).
Panama užívala vlastní znak, tvořený znakem konfederace v bílém, červeně lemovaném oválu, ve kterém byly žluté opisy CONFEDERACION GRANADINA v horní části a ESTADO SOBERANO DE PANAMA (na obrázku ESTADO FEDERAL DE PANAMA) v dolní, oddělené dvěma bílými, osmicípými hvězdičkami po stranách oválu.
26. července 1861 vznikl nový stát Spojené státy Nové Granady (Panama byla opět součástí). Znak federace zůstal beze změny. Panamský znak se lišil pouze opisy v oválu, nově ESTADOS DE NUEVA GRANADA a ESTADO SOBERANO DE PANAMA (není obrázek).
Již 26. listopadu 1861 byl stát opět přejmenován, tentokrát na Spojené státy kolumbijské. Znak vycházel ze znaku z roku 1834, v modré hlavě však chybělo granátové jablko, hnědý kondor nově seděl na štítu a hleděl heraldicky vlevo. Nad hlavou kondora bylo devět bílých osmicípých hvězd. Po stranách štítu byly dvě dvojice vlajek, heraldicky vpravo obchodní (s modro-červeným oválem a devíti osmicípými hvězdami) vlevo státní, se státním znakem. Vyobrazený znak má navíc kolem celého výjevu červený ovál s opisem ESTADOS UNIDOS DE COLOMBIA v horní části a devíti stříbrnými, osmicípými hvězdami v části dolní. Ovál však ve zdroji není, navíc se obrázek od zdroje liší i v jiných detailech.
Panama užívala v rámci federace svůj znak, tvořený znakem Spojených států kolumbijských lemovaný červeným oválem se žlutými opisy ESTADOS UNIDOS DE COLOMBIA a ESTADO SOBERANO DE PANAMA oddělených od sebe dvěma stříbrnými, osmicípými hvězdami.
5. srpna 1886 se ústavou stala ze Spojených států kolumbijských unitární Kolumbijská republika. Znak Panamy (kolumbijské provincie) měl nově opisy REPÚBLICA DE COLOMBIA a PROVINCIA DE PANAMA (není obrázek).

Znak Velké Kolumbie v Panamě (1821–1830), mírně odlišný od zdroje
Znak Republiky Nová Granada (1834–1856)
Panamský znak (1856–1861) v rámci Granadské konfederace (jiný text)
Znak Spojených států kolumbijských (1861–1886), navíc s oválem a liší se od popisu
Panamský znak (1861–1886) v rámci Spojených států kolumbijských
Znak Kolumbijské republiky v Panamě (1886–1903)

3. listopadu 1903 se odtrhla Panama od Kolumbie a byla vyhlášena nezávislá Panamská republika. Státní znak navrhl Nicanor Villalaz za pomoci svého bratra Sebastiána a byl přijat zákonem č. 64 ze dne 4. června 1904. Znak byl téměř shodný se současným, nad tehdy hnědým orlem však bylo sedm zlatých, pěticípých, hvězd (symbolizující tehdejší počet provincií) (není obrázek).
Zřejmě v roce 1930 se počet hvězd zvýšil na devět.
28. března 1941 bylo zákonem č. 28 změněno heslo na stuze na HONOR JUSTICIA LIBERTAD (česky Čest, spravedlnost, svoboda) (není obrázek).
V roce 1946 bylo heslo vráceno zpět. V roce 1949 byl znak zákonem č. 34 znak potvrzen.

Panamský znak (1930–1941, 1946–2013)

1. ledna 2014 byl počet provincií zvýšen na deset (přibyla Západní Panama). Zřejmě v této souvislosti byl počet hvězd nad orlem zvýšen. Není však jasné, kdy se změnila barva orla z hnědé barvy na stříbrnou.